# Cher (departamento)
Cher (18) es uno de los seis departamentos que forman parte de la región de Centro-Valle de Loira. 
El territorio departamental está dividido en 35 cantones y 290 comunas. El cantón es una división territorial del departamento, y que puede estar compuesto bien por diversas comunas, o bien por solo una. En el caso de las grandes ciudades, los cantones pueden estar compuestos por diversos barrios de estas. El cantón lleva el nombre de su chef-lieu, que en la mayoría de ocasiones es la ciudad más importante.

## Geografía
- Limita con los departamentos de Indre, Loir y Cher y Loiret, también de la región de Centro, y con los departamentos de Nièvre (Borgoña), Allier (Auvernia) y Creuse (Lemosín).
- Altitudes extremas: El punto más alto (504 m) es la aldea de Le Magnoux, en el extremo meridional del departamento. La carretera D203 es la más elevada del departamento, al pasar por dicho lugar. El punto menos elevado (89 m) se encuentra en la salida del río Cher.
- Mayor lago: Étang du Javoulet (1,8 km²).
- Principales ríos: Loira, Cher, Allier, Arnon, Yèvre, Auron, Grande-Sauldre, Petite-Sauldre

## Demografía
| 1801    | 1831    | 1841    | 1851    | 1856    | 1861    | 1866    |
| ------- | ------- | ------- | ------- | ------- | ------- | ------- |
| 217.785 | 256.059 | 273.645 | 306.261 | 314.844 | 323.393 | 336.613 |
| 1872    | 1876    | 1881    | 1886    | 1891    | 1896    | 1901    |
| 335.392 | 345.613 | 351.405 | 355.349 | 359.276 | 347.725 | 345.543 |
| 1906    | 1911    | 1921    | 1926    | 1931    | 1936    | 1946    |
| 343.484 | 337.810 | 304.800 | 298.398 | 293.918 | 288.695 | 286.070 |
| 1954    | 1962    | 1968    | 1975    | 1982    | 1990    | 1999    |
| 284.376 | 293.514 | 304.601 | 316.350 | 320.174 | 321.559 | 314.428 |

Las principales ciudades del departamento son(datos del censo de 1999):
- Bourges: 72.480 habitantes, 91.434 en su aglomeración.
- Vierzon: 29.719 habitantes, 32.528 en su aglomeración.
- Saint-Amand-Montrond: 11.447 habitantes, 13.444 en su aglomeración.

## Historia
Cher fue uno de los 83 departamentos originales creados durante la Revolución francesa, el 4 de marzo de 1790 (en aplicación de la ley del 22 de diciembre de 1789). Fue creado a partir de la antigua provincia de Berry.

## Política
El Consejo General de Cher es el único consejo general de la región de Centro controlado por la izquierda.
La izquierda gobierna este departamento desde las elecciones cantonales de 2004. En estas elecciones se renovaron 16 de los 35 cantones del departamento. Cada cantón elige a un consejero general por un mandato de 6 años. Ahora bien, no todos los cantones celebran elecciones al mismo tiempo. Las elecciones tienen lugar de media cada tres años. Así, cada 3 años, se renuevan parcialmente todos los consejos generales de Francia. Los cantones que se renovaron a las elecciones de 2004 fueron aquellos en que se habían celebrado elecciones cantonales en el año 1998.
Después de las elecciones cantonales de 2004, la izquierda consiguió la mayoría absoluta en la asamblea departamental, con 18 consejeros generales. Así pues, Alain Rafesthain (del Partido Socialista), que anteriormente había sido presidente del Consejo Regional de Centro, fue escogido presidente del Consejo General de Cher.
De los 18 consejeros de izquierda, 8 pertenecen al Partido Socialista, otros 8 al Partido Comunista Francés y 2 son consejeros no adscritos. Anteriormente, el Partido Socialista solo tenía 4 escaños en el Consejo General, el Partido Comunista Francés tenía 7 y de consejeros no adscritos de izquierda había 3.
Por su parte, los 17 escaños de la derecha se distribuyen de la siguiente manera: 7 pertenecen a la UMP, que pierde uno, y 10 son consejeros no adscritos de derecha. La Unión para la Democracia Francesa perdió los 2 escaños conseguidos en el año 1998.